# 磯崎叡
磯崎 叡（いそざき さとし、1912年8月16日 - 1997年6月19日）は日本の鉄道官僚、第6代日本国有鉄道（国鉄）総裁（在任1969年-1973年）。永井岩之丞の孫。
作家・三島由紀夫の父・平岡梓は従兄にあたる。
磯崎と親交があった作家の阿川弘之より命名されたニックネームは「ダッコちゃん」。

## 来歴・人物
東京府東京市本郷区丸山町（現在の東京都文京区千石）で海軍の造船技官であった磯崎清吉と鐘（永井岩之丞二女）の次男として生まれる。名前は当時父が艤装に関わっていた巡洋戦艦『比叡』から一文字取られた。
東京府立第四中学校（現在の東京都立戸山高等学校）、第一高等学校を経て、東京帝国大学法学部卒業後、1935年、鉄道省に入省。仙台駅助役などを経て1939年1月に大臣官房人事課に配属され、この時、監督局鉄道課長であった佐藤栄作と親しくなる。本永尚子と結婚してすぐの1941年1月に広島鉄道局（現：西日本旅客鉄道広島支社）運輸部貨物課長となった後に、興亜院事務官に転ずる。この時、大平正芳等若手事務官で「九賢会」を作ったことが後に政界とのパイプとして役立つこととなる。
敗戦後は鉄道界へ復帰。下山定則総裁下では職員課長として人員整理を手がけ、加賀山之雄総裁下では文書課長として国鉄スワローズ設立の推進役となる。その後、広島鉄道管理局長、営業局長、常務理事等を歴任するが、十河信二総裁と反りが合わず 1962年に退任。ゴルフに明け暮れながら簿記学校に通って時期を待ったという。
翌1963年、石田禮助総裁就任にともない副総裁として国鉄復帰。6年間の補佐役を務めた後、石田の推挙もあって1969年5月27日、第6代国鉄総裁に就任した。
1970年春から日本生産性本部の協力の下、国鉄職員の意識改革などを目的として、生産性向上運動（マル生運動）を始める。しかし、これにより組合員の減少した国鉄労働組合（国労）・国鉄動力車労働組合（動労）がマル生粉砕を決議したため労使の対立が激化した。そして、1971年10月8日に公共企業体等労働委員会（公労委）が管理職から一般職員に対し一部に不当労働行為があったと認定して救済命令を出し、これを受けて10月11日衆議院社会労働委員会で遺憾の意を表明する事態となった。これにより、労使の力関係は一気に労働組合側へと傾くことになった。
1973年に上尾事件や首都圏国電暴動が発生、責任を問う声も上がったものの総裁に再任されるが、9月19日体力の限界を理由に辞表を提出。9月21日に辞任した。後任には、元国鉄技師長藤井松太郎が就任した。その後、早稲田大学教授を経て、1976年9月に新都市開発センター（後のサンシャインシティ）社長に就任。当時、工事が中断していたため資金集めに奔走し、入居するテナントを集めにも奔走した。1986年会長、1988年相談役に退く。
1997年6月19日に肺炎のため慶應義塾大学病院で84歳で死去した。

## 関連人物
- 金田正一 - 元ロッテ監督。磯崎は金田の後見人的存在であり、自身の国鉄総裁時代に金田の著書『カネやんの八方破れ人生論』（徳間書店）の推薦文を書いている。